# 蘿莉
蘿莉（日语：ロリ）是女性的兒童的別稱，“洛麗塔”原指1955年出版的小說《蘿莉塔》，或指小說中的女主角洛麗塔，後在日本引申發展成一種次文化，指稱身體已有初步發育但未完全發育的女孩，或用在與其相關的事物。也被用來形容具有某類身體形態的女生，雖然年齡已經超越兒童範圍依舊尚未發育完全之稱 , 也可以被叫作蘿莉。
不過隨著時代的改變，針對蘿莉與幼女的定義也逐漸產生了變化，目前台灣更傾向以字義來賦予其定義。
隨著合法萝莉（日语：合法ロリ）、偽蘿莉等用詞出現，蘿莉在ACG文化中更常被用來代指身形嬌小的女孩子，而不再是年紀小的女童，例如設定上超過9000歲的Gawr Gura；幼女則因為字義上表示的是年幼的女孩，故更多代表的是青春期之前的年幼女孩。
依據此定義來看，蘿莉屬於概括性的名詞，幼女則与蘿莉屬性之間存在部分交集。在蘿莉當中，有一種較為特別的種類為「巨乳蘿莉」（身形嬌小且胸部發育較好的女孩子），因身形嬌小而也被視為蘿莉的一種。不過這種類型的蘿莉一般在次文化當中更為常見，現實之中的蘿莉多半是在發育階段因基因遺傳所導致的發育不良、吸收不良而產生。

## 基本定義
蘿莉語出弗拉基米爾·納博可夫的小說《蘿莉塔》（曾被改編成電影《一樹梨花壓海棠》）中同名的女主角，其劇情描寫中年男子愛上了年齡與自己有所差距的女童的故事，而後「蘿莉」這個詞經常被用來指可愛的小女孩。
不過，近代對於蘿莉的定義已有所改變，蘿莉不再表示年齡較小的女童，幼女更為貼近其原意。

## 相關詞彙
- 蘿莉塔情結（ロリータ・コンプレックス） - 即「蘿莉控」。但也代表鍾情蘿莉塔服裝的感覺。
- 蘿莉控（ロリコン，Lolicon）：為蘿莉情結日文的略語，此處是指喜歡「蘿莉」的人，而不是喜欢穿萝莉服的人。
- 合法萝莉（合法ロリ）：外表看似「蘿莉」，但實際年齡為成年人者。起因于现实有部分国家将與未成年少女發生性行為（无论是现实还是作品虚构形式）视为违法行为，爱好者们便以此称呼具有“萝莉”体形的女性以宣示其已成年来规避法律限制。
- 偽蘿莉：指經常被誤會是蘿莉的美少女或虛擬的角色，和合法蘿莉有重疊而年齡較小，主要是特指仍然是學生身分的身材嬌小的，但仍然比蘿莉大的。